# Compsonycha endroedyi
Compsonycha endroedyi es una especie de coleóptero de la familia Cantharidae.

## Distribución geográfica
Habita en Sudáfrica.